# Symplectoscyphus laevis
Symplectoscyphus laevis is een hydroïdpoliep uit de familie Sertulariidae. De poliep komt uit het geslacht Symplectoscyphus. Symplectoscyphus laevis werd in 1882 voor het eerst wetenschappelijk beschreven door Bale. 